# Општина Стража
Општина Стража (словен. Straža) је једна од општина Југоисточне Словеније у држави Словенији. Седиште општине је истомено место Стража.

## Насеља општине
| - Вавта вас - Долње Мрашево - Дргања села - Залог - Јурка вас - Локе | - Подгора - Поток - Прапрече при Стражи - Румања вас - Стража |

Шаблон:Стража